# St. Pankratius (Pödelist)

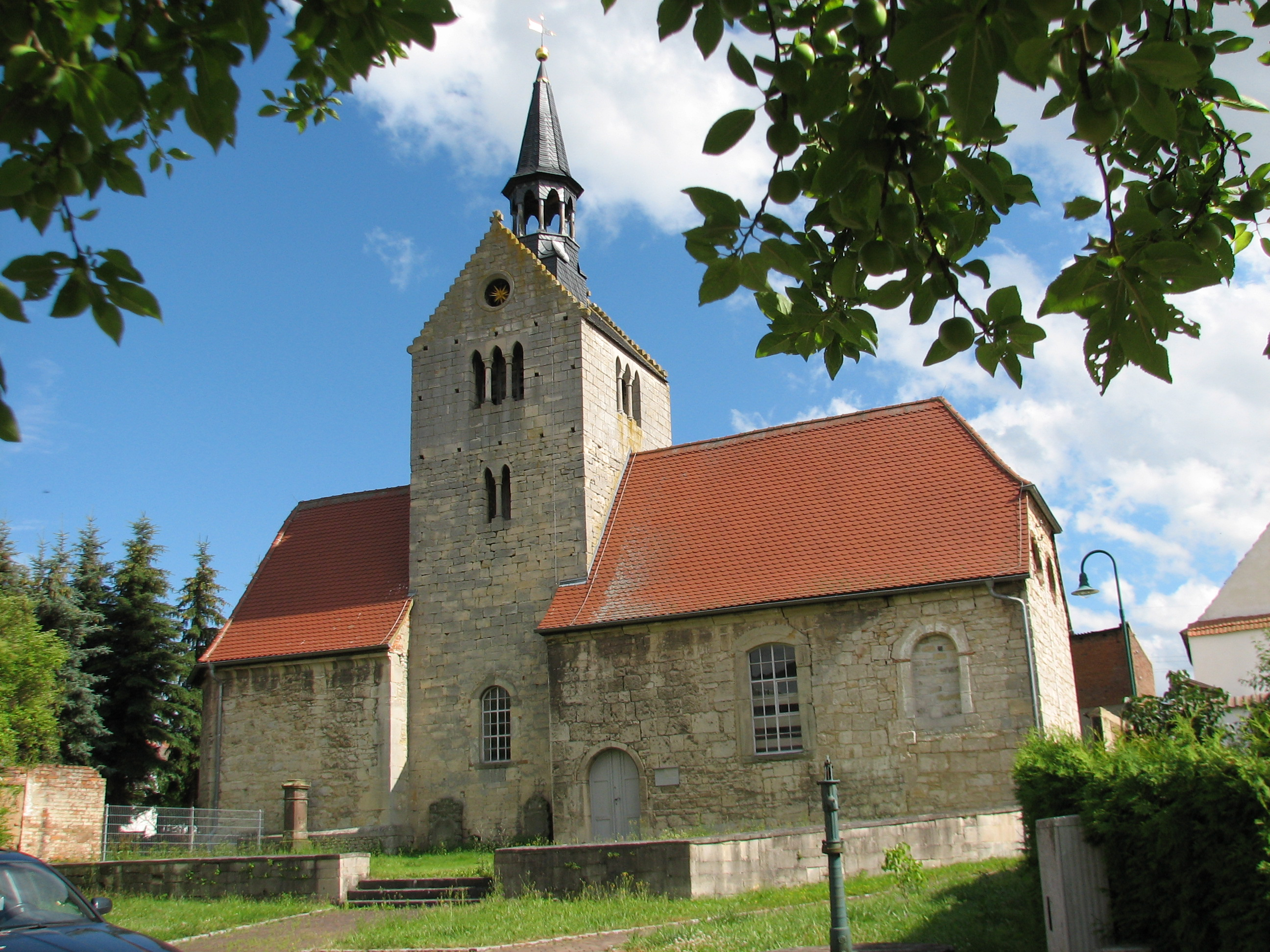
Kirche Pödelist

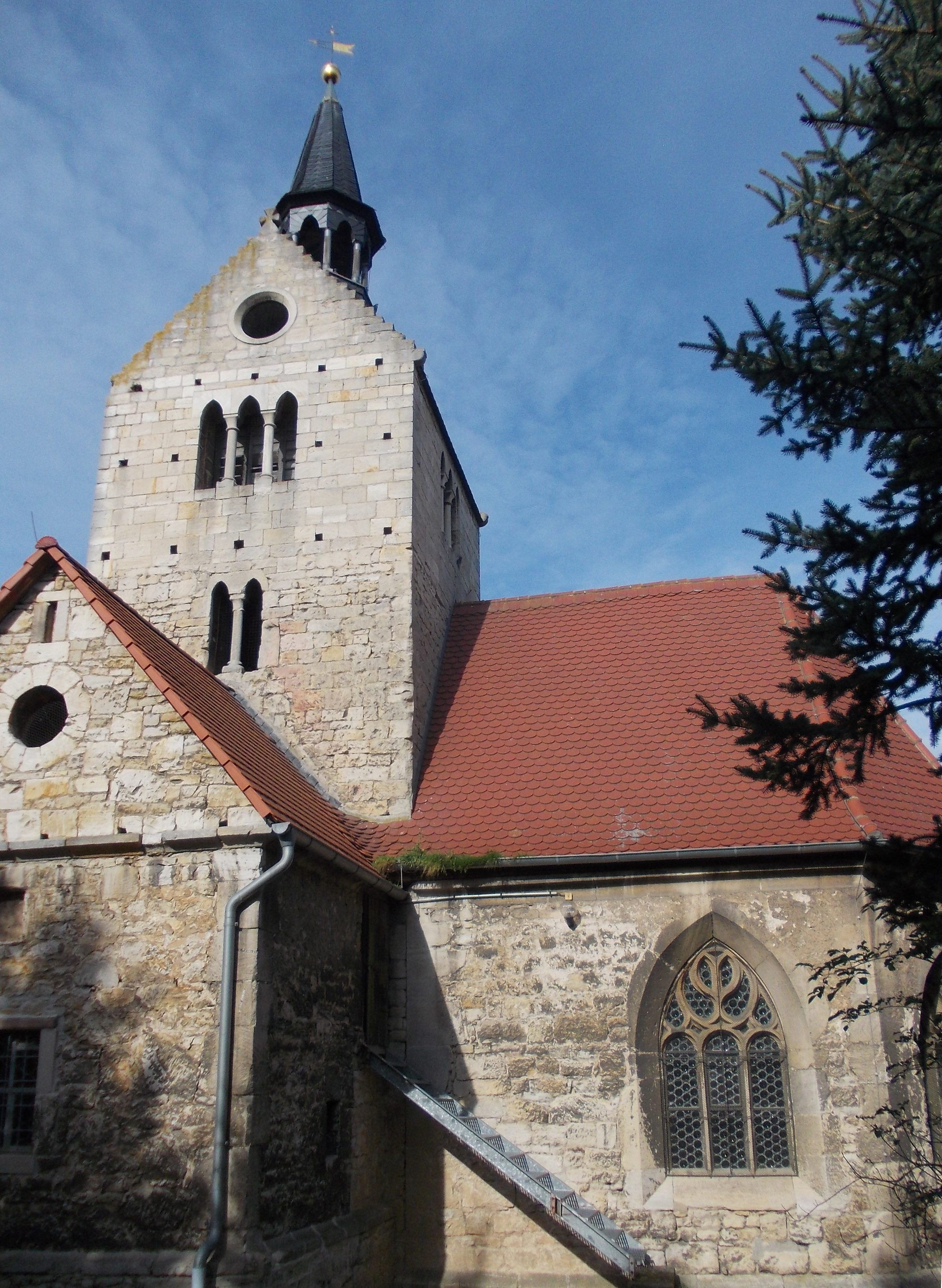
Ansicht von Süden

Die evangelische Kirche St. Pankratius ist eine frühgotische Saalkirche im Ortsteil Pödelist von Freyburg (Unstrut) im Burgenlandkreis in Sachsen-Anhalt. Sie gehört zum Pfarrbereich Goseck im Kirchenkreis Naumburg-Zeitz der Evangelischen Kirche in Mitteldeutschland (EKMD). Eine Besichtigung ist in der Regel nicht möglich. Die Kirche steht unter Denkmalschutz und ist als Baudenkmal mit der Erfassungsnummer 094 82899 im Denkmalverzeichnis des Landes registriert.

## Geschichte und Architektur
Die Kirche Pödelist ist eine frühgotische Chorturmkirche mit beherrschendem, querrechteckigem Turm vom Anfang des 13. Jahrhunderts. Das östlich anschließende Chorpolygon wurde vermutlich in der Mitte des 15. Jahrhunderts erbaut. An der Südseite des Turms ist die gleichzeitig entstandene Sakristei angebaut. Eine barocke Überformung des Schiffs erfolgte in den Jahren 1700–02, eine umfassende Instandsetzung im Jahr 1889 durch Johann Gottfried Werner, wobei der Turm um ein Geschoss erhöht wurde. Das Äußere ist geprägt durch den stattlichen Turm mit romanischen Biforien als Klangarkaden und dem neuromanisch angepassten Obergeschoss. Der Chor ist ohne Strebepfeiler, die Sakristei mit Giebel ausgeführt.
Im Inneren sind der romanische Triumph- und Chorbogen mit profilierten Kämpfern versehen. Der Altarraum und die Sakristei sind kreuzgratgewölbt. Im Schiff sind eine barocke Holztonne und eine doppelte Hufeisenempore eingebaut.

## Ausstattung
Von der Ausstattung ist ein kleiner, spätgotischer Holzkruzifixus zu erwähnen. der Flügelaltar aus der Zeit um 1510 ist mit den Initialen des Meisters HF mit der Pflugschar signiert, von dem auch ein Werk in der Kirche von Kleinheringen stammt. Er zeigt im Schrein eine Madonna mit den Heiligen Barbara und Dorothea rechts und Margaretha und Katharina in den Fächern links und rechts. Die Flügel sind innen zweiteilig mit Reliefs gestaltet und zeigen links die Heiligen Paulus und Georg, rechts einen Diakon, die Heiligen Andreas, Cyriakus und Stephanus, zwei Figuren fehlen. Auf den Außenseiten der Flügel sind die Verkündigung, in der Predella das Schweißtuch der Veronika dargestellt.
Die Kanzel ist ein barockes Werk, der Figurenschmuck wurde deponiert. Eine Bronzeglocke aus spätgotischer Zeit ist erhalten.